# Лейбушка (река)
Лейбушка — река в России, протекает по Пудожскому району Карелии. Длина реки составляет 26 км, площадь водосборного бассейна — 88,2 км².

## Физико-географическая характеристика
Река вытекает из южной оконечности одноимённого озера, течёт на юг. Устье реки находится в 87 км по правому берегу реки Водла, в 5 км юго-западнее деревни Поршты, в 8 км северо-восточнее посёлка Кривцы.

## Данные водного реестра
По данным государственного водного реестра России, Лейбушка относится к Балтийскому бассейновому округу. Водохозяйственный участок реки — Водла, речной подбассейн — Свирь (включая реки бассейна Онежского озера). Лейбушка относится к речному бассейну реки Нева (включая бассейны рек Онежского и Ладожского озера).

## Фотографии
|  |  |

Код объекта в государственном водном реестре — 01040100412102000016845.